# ألفريد هيتنر
ألفريد هيتنر (6 أغسطس 1859 في درسدن – 31 أغسطس 1941 في هايدلبرغ) كان عالم جغرافيا الألماني .
عُرف بمفهومه لعلم التوزع الأحيائي، ودراسة الأماكن والمناطق، وهو المفهوم الذي أثر على كل من كارل أو ساوير وريتشارد هارتشورن. بصرف النظر عن أوروبا، تركز عمله الميداني بشكل أساسي على كولومبيا وتسيلي وروسيا.
ألفريد هيتنر، الذي حصل على درجة الدكتوراه من جامعة ستراسبورغ، كان أيضًا تلميذًا لفيرديناند فون ريشتهوفن وفريدريش راتزل في لايبزيغ - حيث حصل على مؤهلاته . نُشر كتابه " أوروبا" في عام 1907. ووفقًا له، فإن الجغرافيا هي علم كورولوجي أو أنها دراسة للمناطق. رفض هيتنر الرأي القائل بأن الجغرافيا يمكن أن تكون عامة أو إقليمية. الجغرافيا مثل مجالات التعلم الأخرى، يجب أن تتعامل مع كل من الأشياء الفريدة (الجغرافيا الإقليمية) والعالمية (الجغرافيا العامة)، ولكن دراسة المناطق هو مجال الجغرافيا الرئيسي. أشرف هيتنر على درجة الدكتوراه في أوسكار شميدر وفريدريش ميتز وهينريش شميثينر .

## روابط خارجية
- ألفريد هيتنر على موقع الموسوعة البريطانية (الإنجليزية)

- [http://www.kts.villa-bosch.de/deutsch/presse/hettnerlecture.pdf%5Bوصلة+مكسورة%5D http://www.kts.villa-bosch.de/deutsch/presse/hettnerlecture.pdf٪5B٪5D][وصلة مكسورة]
- سيرة قصيرة لألفريد هيتنر (باللغة الألمانية)